# باول فرايدبيرغ
باول فرايدبيرغ (بالإنجليزية: Paul Friedberg)‏ هو مبارز بالسيف أمريكي، ولد في 14 ديسمبر 1959 في بالتيمور في الولايات المتحدة.

## وصلات خارجية
- باول فرايدبيرغ على موقع أوليمبيديا (الإنجليزية)